# Antigo Instituto Sedes Sapientiae
O prédio do antigo Instituto Sedes Sapientiae foi construído pelo famoso arquiteto brasileiro Rino Levi entre 1941 e 1942 para as Reverendas Cônegas de Santo Agostinho, onde funcionou, num primeiro momento, a Faculdade de Filosofia, Ciências e Letras. Já na década de 1970, o prédio foi cedido à PUC-SP (Pontifícia Universidade Católica de São Paulo), que instalou no local o Centro de Ciências Matemáticas, Físicas e Tecnológicas (CCMFT), em funcionamento até hoje.

## História

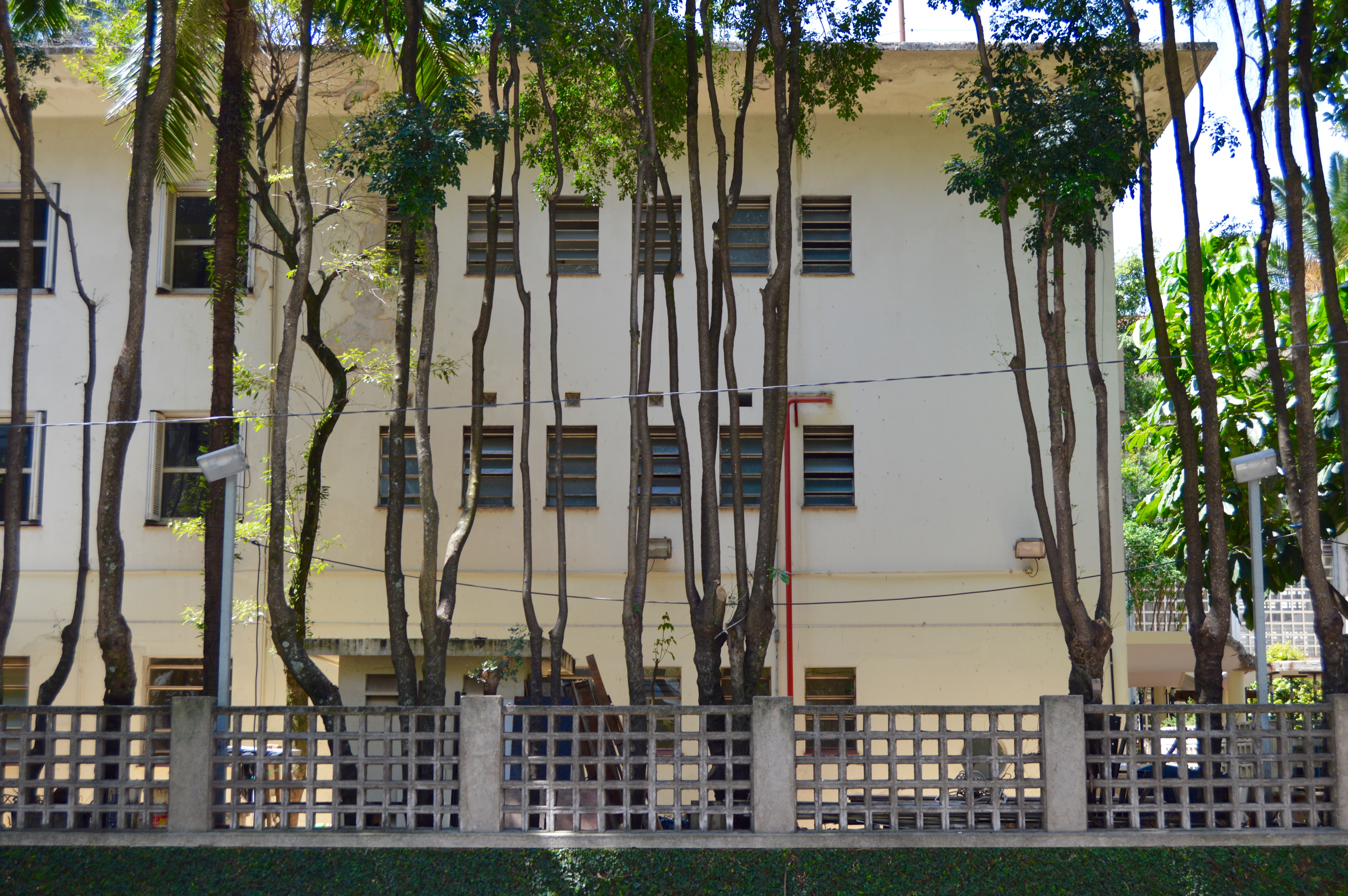
Fachada externa no edifício

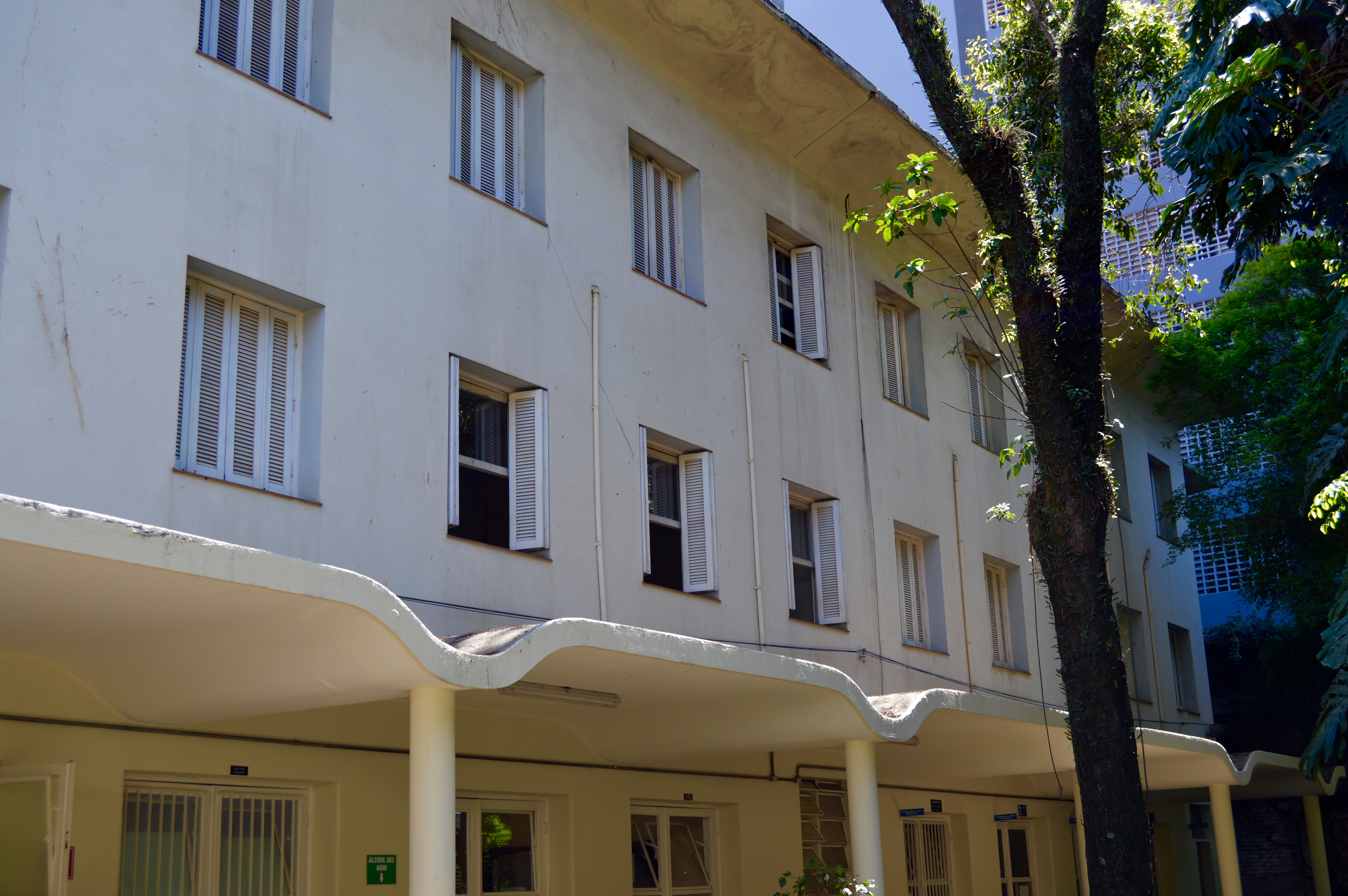
Vista do pátio interno para o primeiro prédio

A Faculdade de Filosofia, Ciências e Letras Sedes Sapientiae foi fundada em 22 de dezembro de 1932 pelas Cônegas Regulares de Santo Agostinho. Ela foi a primeira faculdade de filosofia do país aprovada pelo Governo Federal. Desde sua fundação até 1942, a Faculdade funcionava no Colégio Des Oiseaux, também administrado pelas Cônegas e localizado na Rua Caio Prado - hoje ainda é possível ver as ruínas do prédio cercado por um bosque. A FFCL era filiada à Associação Instrutora da Juventude Feminina (AIJF), ou seja, era voltada para a profissionalização de jovens mulheres da elite paulista, visando assim a emancipação feminina.

### Edifício sede
No ano de 1942, a Faculdade foi transferida para o lote ao lado, na Rua Marquês de Paranaguá n° 111, em um edifício construído especialmente para esta instituição e projetado pelo famoso arquiteto brasileiro Rino Levi.
Em 1946, com a fundação da Pontifícia Universidade Católica de São Paulo, diversas Faculdades de São Paulo foram incorporadas. Foi este o caso da Faculdade de Filosofia, Ciências e Letras Sedes Sapientiae, que passou a se chamar "Faculdade de Filosofia, Ciências e Letras Sedes Sapientiae da Pontifícia Universidade Católica de São Paulo.

### Incorporação pela PUC-SP
Em 1970, a FFCL Sedes Sapientiae foi formalmente incorporada pela PUC-SP através de uma reforma no setor educacional promovida pelo governo militar em conjunto a uma reforma da própria PUC-SP partindo dos princípios de "não-duplicação de meios para fins idênticos ou equivalentes e a indissociabilidade do ensino e da pesquisa". O Instituto Sedes Sapientiae apresentava esse duplicidade e foi desmantelado em 1971, restando a independência somente da clínica psicológica Sedes Sapientiae e  e o prédio da residência das Irmãs da Congregação de Nossa Senhora. 
Em 1972, os cursos da antiga Faculdade de Filosofia, Ciências e Letras Sedes Sapientiae foram incorporados aos outros cursos do campus da PUC-SP, localizado na Rua Monte Alegre e a faculdade de filosofia Sedes Sapientiae foi oficialmente extinta em 1974.

### O "novo" Instituto Sedes Sapientiae
Desde o início, a Faculdade de Filosofia, Ciências e Letras Sedes Sapientiae contava com matérias na área de psicologia, geralmente associadas ao curso de filosofia e ciências. Em 1947, sob a liderança de Madre Cristina, criou-se um curso de especialização em psicologia clínica e, no ano seguinte, uma clínica psicológica.
A clínica em questão não havia sido vinculada à PUC-SP durante as reformas da década de 1970 e, mais uma vez sob a liderança de Madre Cristina, surgiu um novo projeto para o Sedes Sapientiae, que tomou corpo em 1974. Neste ano, a mantenedora da clínica psicológica (AIJF) adquire um terreno na Rua Ministro Godói, em Perdizes, amplia a clínica e funda o Instituto Sedes Sapientiae: núcleo totalmente voltado para a área de psicologia, passando a oferecer não somente atendimento, mas também cursos de graduação, especialização e outros.  Este projeto deu início ao novo Instituto Sedes Sapientiae, em funcionamento até hoje no mesmo endereço, em Perdizes.

### O edifício da antiga FFCL Sedes Sapientiae
O edifício da antiga Faculdade de Filosofia, Ciências e Letras Sedes Sapientiae, construído na década de 1940 por Rino Levi, no entanto, participou do processo de incorporação à PUC-SP promovido na década de 1970. Como houve a extinção dos cursos lecionados neste edifício até então, passou a funcionar ali o Centro de Ciências Matemáticas, Físicas e Tecnológicas (CCMFT) da PUC-SP, o que vigora até hoje.

## Arquitetura
O edifício da antiga Faculdade de Filosofia, Ciências e Letras Sedes Sapientiae foi projetado e construído pelo arquiteto brasileiro Rino Levi entre 1941 e 1942, período em que o mundo passava pela II Guerra Mundial. Em decorrência deste momento bélico, o Brasil vivia uma crise na importação de ferro/aço, o que exigia dos arquitetos formas alternativas para os projetos de construção neste período, como foi o caso de Rino Levi e o edifício da FFCL.
O arquiteto Rino Levi era filho de italianos imigrantes e dedicou sua carreira na busca de uma arquitetura moderna que se adequasse ao Brasil. Levi foi responsável pela edificação dos primeiros edifícios de arquitetura moderna de São Paulo.

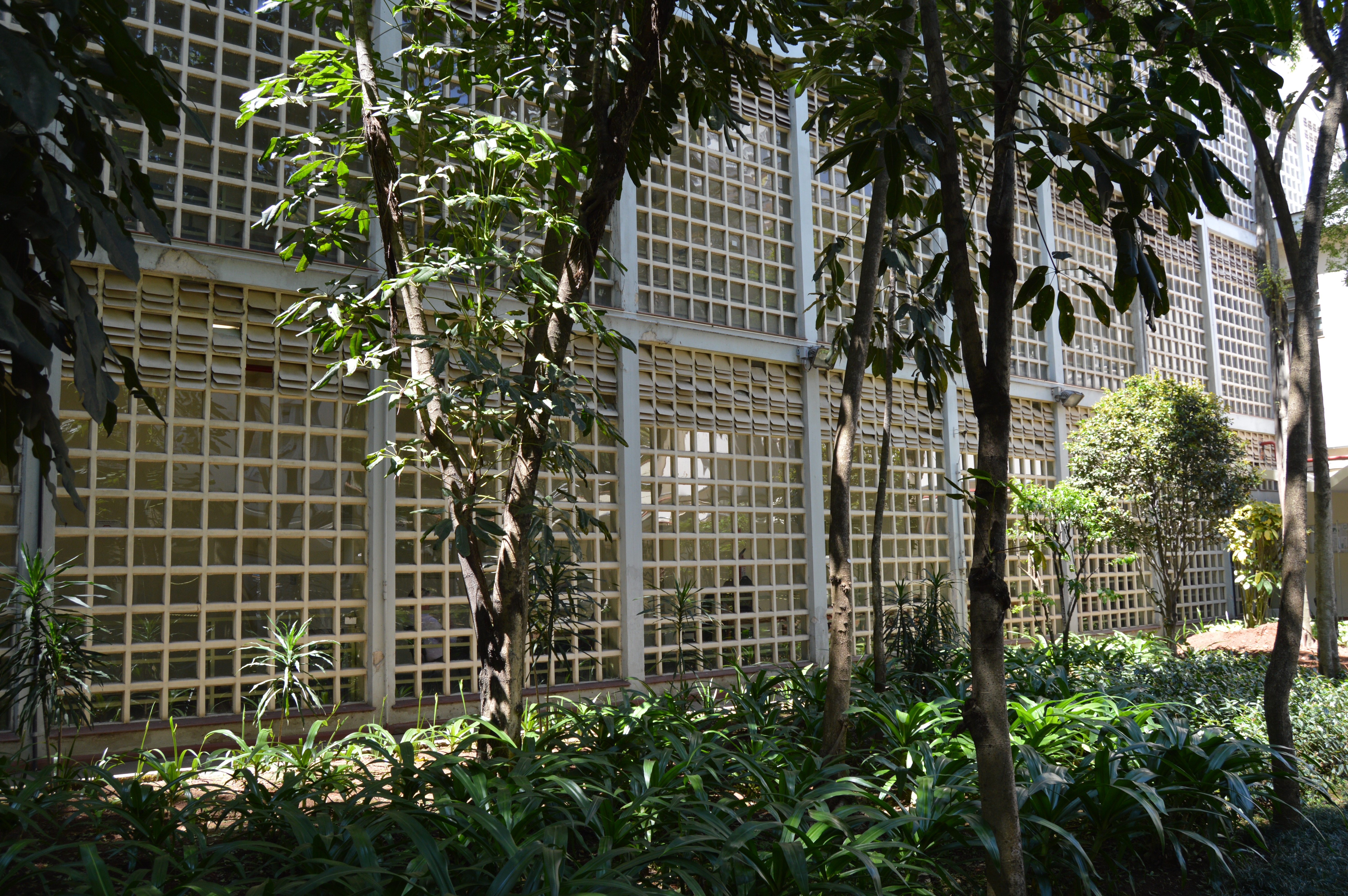
Grelha voltada para o pátio interno

Na construção do antigo Instituto Sedes Sapientiae é possível identificar características marcantes em obras posteriores do arquiteto, o que faz do edifício um grande objeto de estudo sobre os elementos arquitetônicos empregados por Rino Levi. São estes: o pátio interno interligando os prédios, a grelha da parede do segundo prédio voltada para o pátio e a utilização intensa de concreto.

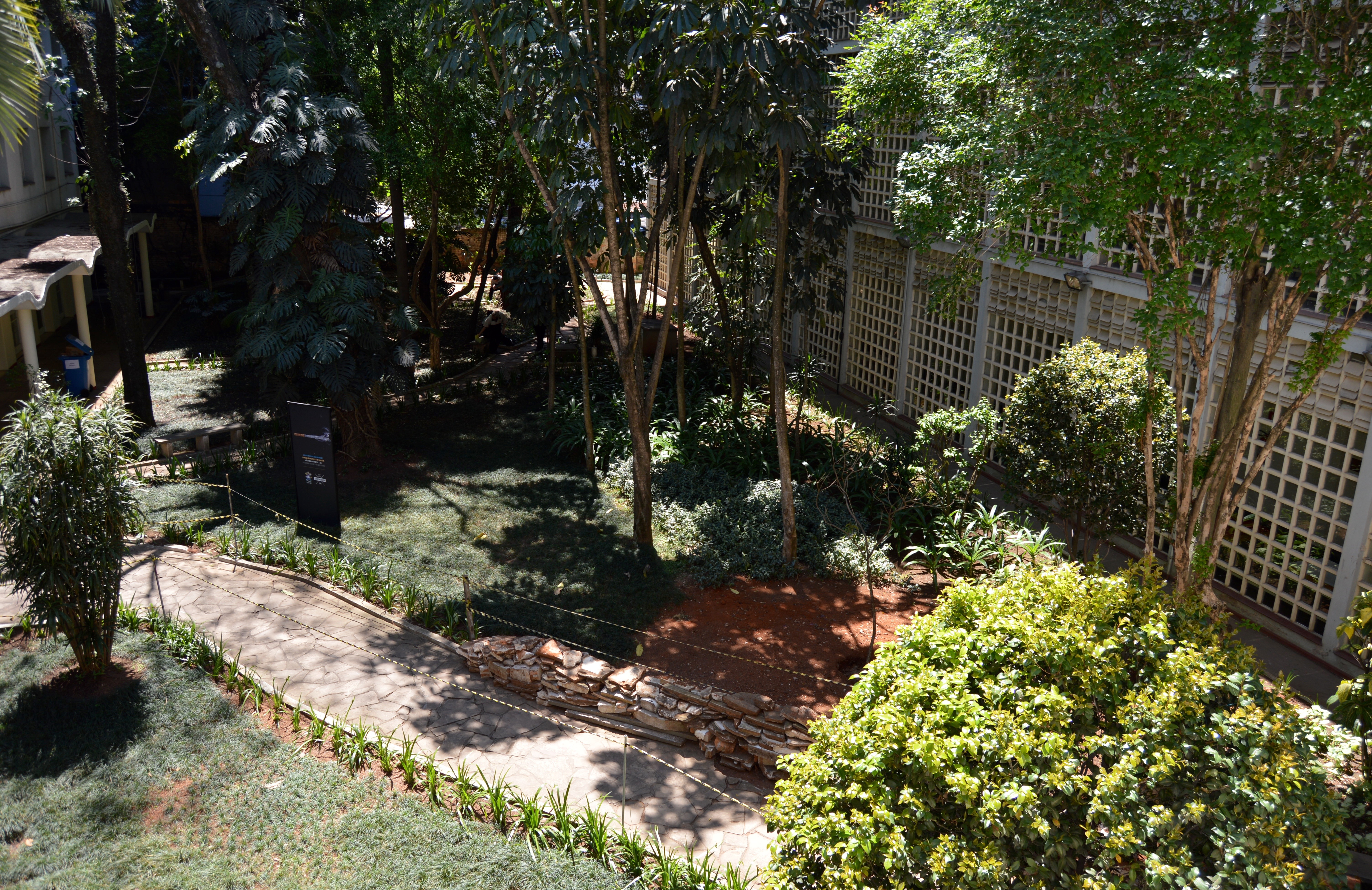
jardim originalmente projetado por Burle Marx

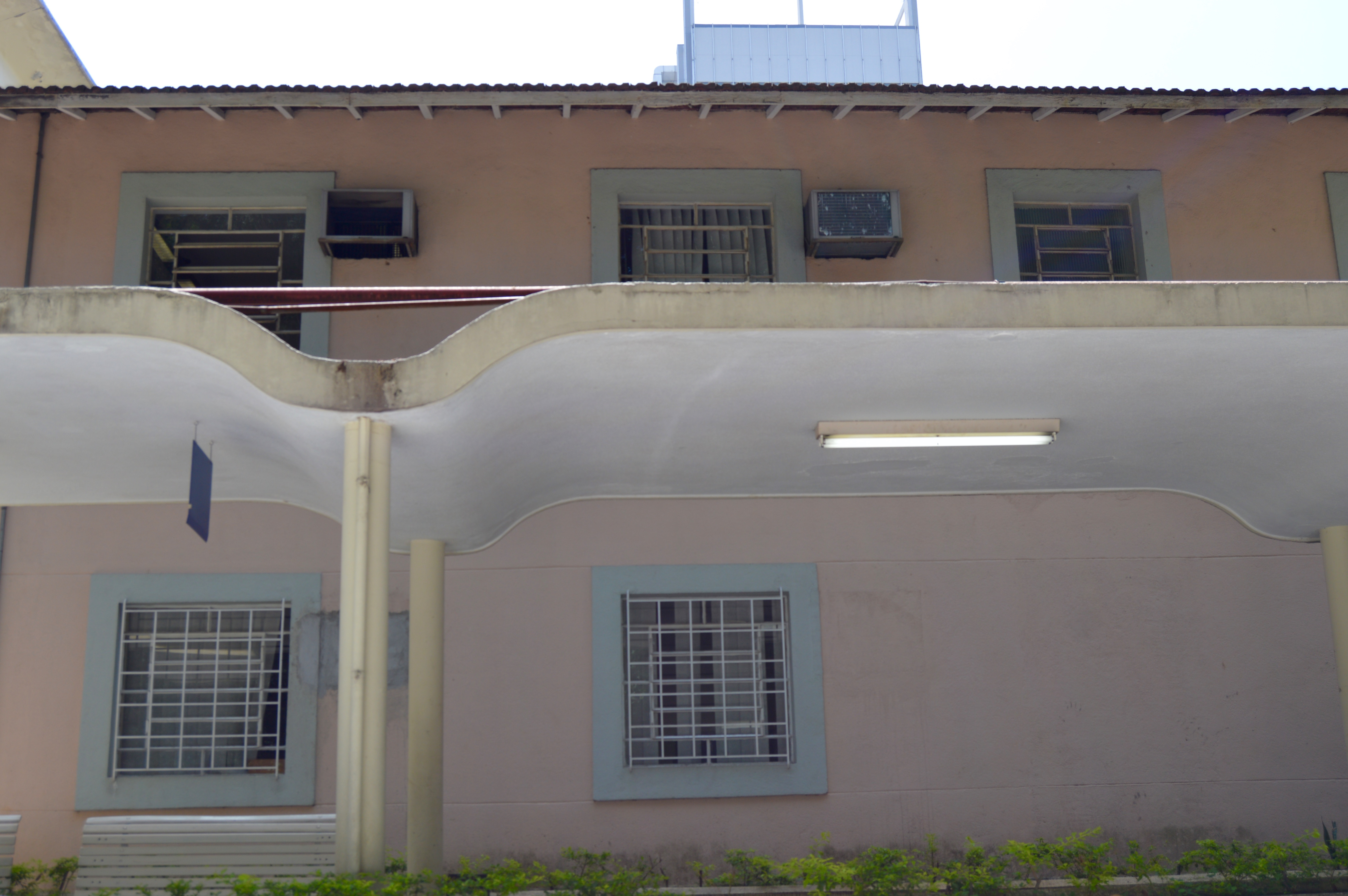
Marquise ondulada

Ao redor do pátio interno da FFCL, há marquises de concreto que levam à associação com as loggias e os pátios italianos, no entanto, Levi inverte a forma das arcadas das marquises onduladas e projeta o pátio repleto de vegetação tropical, alterando completamente as referências tradicionais e criando seu próprio estilo. Além disso, é também nesta obra que Levi cria seu primeiro “teto-jardim”, acima do auditório.

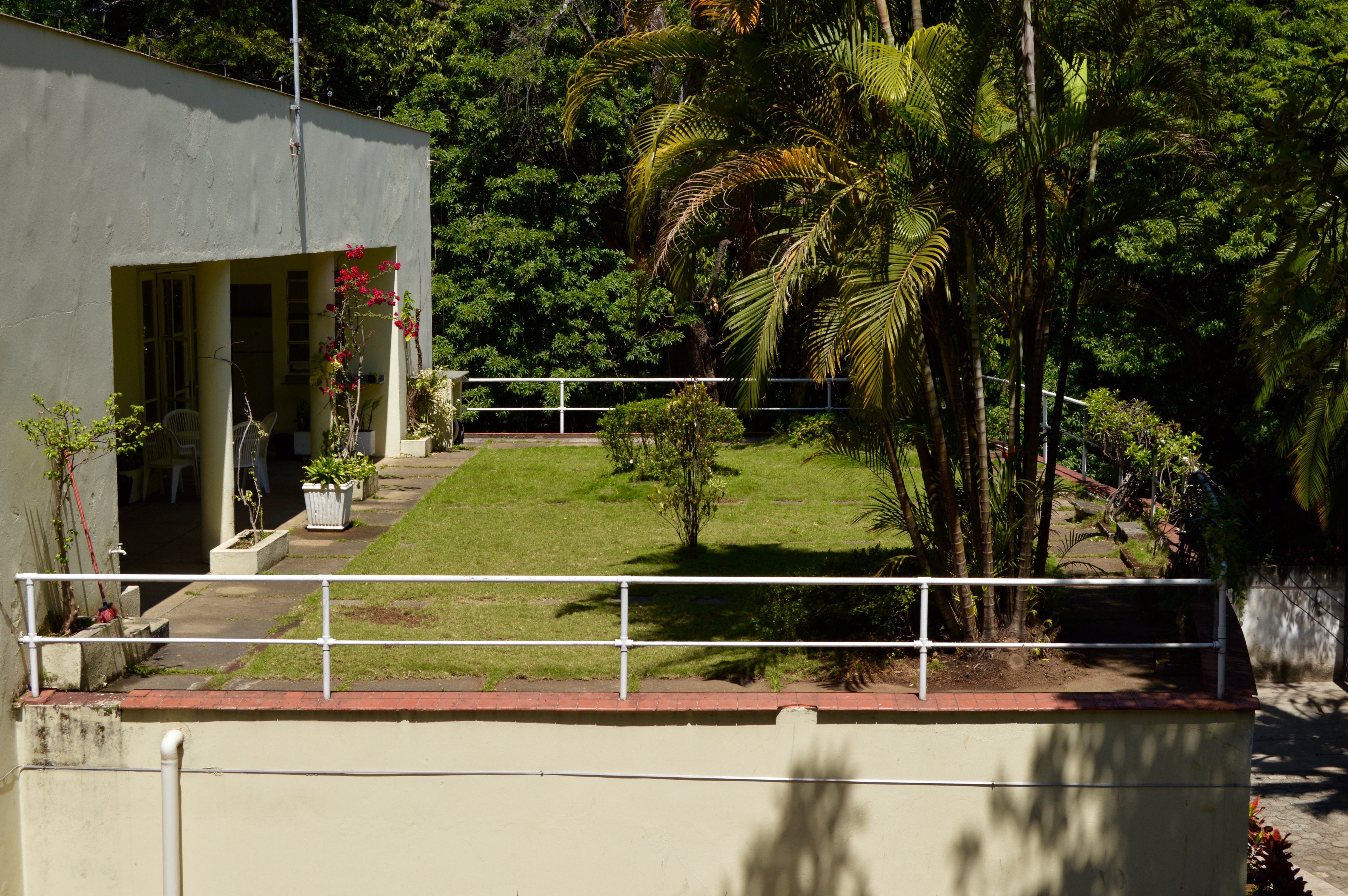
"Jardim-teto"

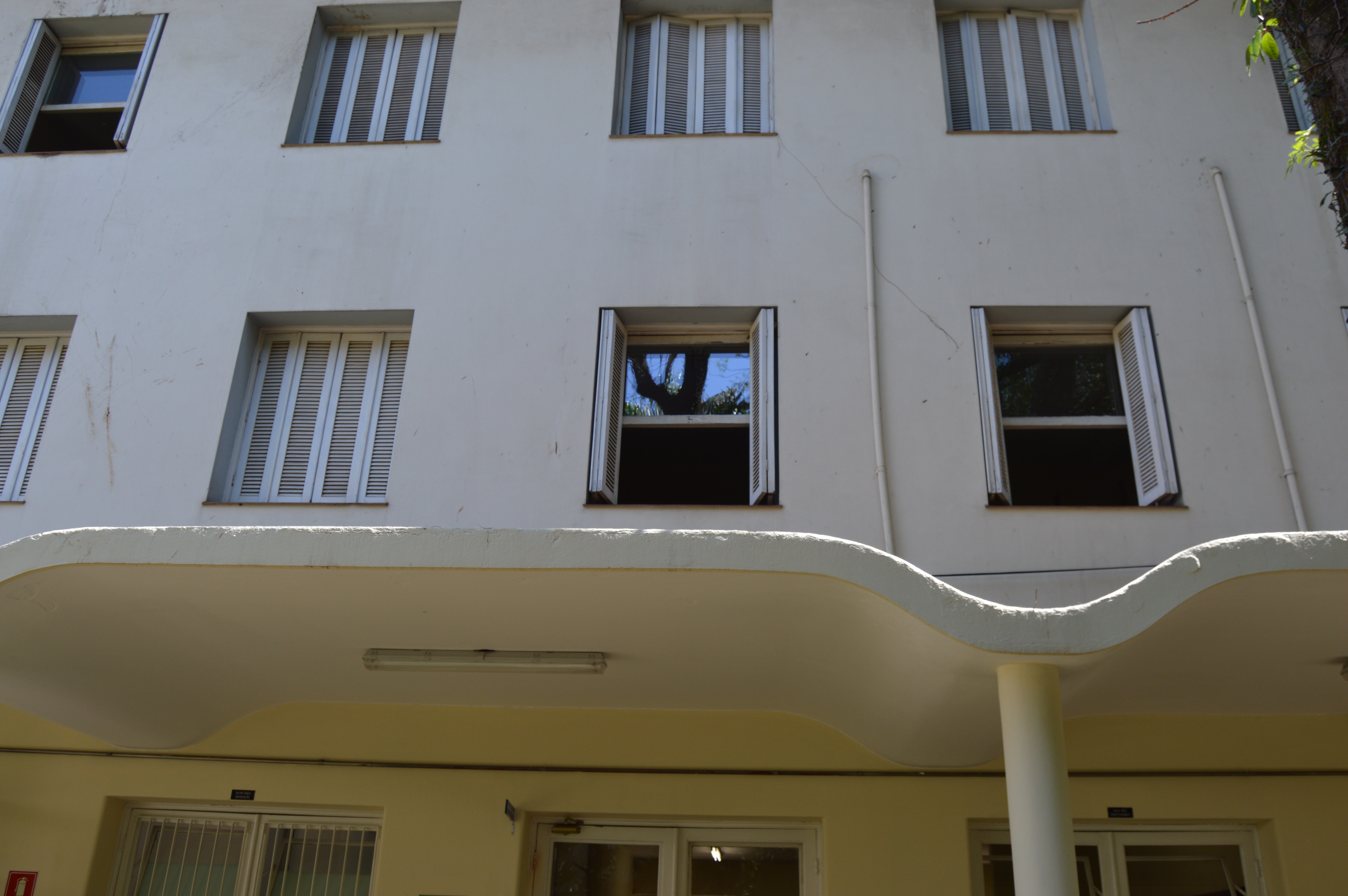
Marquise ondulada no entorno do pátio interno

## Significado histórico e cultural
O edifício do antigo Instituto Sedes Sapientiae foi projetado pelo arquiteto Rino Levi, um dos grandes nomes da arquitetura que atribuiu para que a cidade de São Paulo adquirisse sua cara moderna. Nesse sentido, grande parte das obras do arquiteto ajudam a compor a história da arquitetura paulistana e se revelam objetos de estudo de relevância sobre elementos arquitetônicos referentes a Rino Levi e à arquitetura moderna paulista.

### Processo de tombamento
Sendo assim, em 1986 deu-se início ao estudo de tombamento do edifício do antigo Instituto Sedes Sapientiae, devido à sua relevância arquitetônica. O processo de análise da relevância histórica do patrimônio e a decisão do tombamento da obra em questão pelo Condephaat (Conselho de Defesa do Patrimônio Histórico do Estado de São Paulo) durou 24, sendo concluida, finalmente, em 2010. Segue aqui a resolução publicada no Diário Oficial no dia 2 de novembro de 2010:
“Dispõe sobre o tombamento do prédio do antigo Instituto de Filosofia, Ciências e Letras “Sedes Sapientiae”, situado à Rua Marquês de Paranaguá, nº. 111, São Paulo – Capital
O Secretário da Cultura, nos termos do artigo 1º do Decreto Estadual 13.426, de 16 de março de 1979, cujos artigos 134 a 149 permanecem em vigor por força do artigo 158 do Decreto 50.941, de 05 de julho de 2006, com exceção do artigo 137, cuja redação foi alterada pelo Decreto 48.137, de 07 de outubro de 2003, e considerando:
A relevância que a obra de Rino Levi alcançou no cenário nacional e internacional pela interpretação particular dos princípios do racionalismo e da arquitetura moderna brasileira;
A solução arquitetônica para edifícios vocacionados para o ensino e alojamento de alunos, interligados por marquise de concreto com sua forma característica, que incorporam soluções pioneiras de tratamento de fachadas, proteção à insolação e pátios internos, temas que foram desenvolvidos ao longo de toda a obra de Rino Levi;
A importância histórica do “Sedes Sapientiae” para a história da educação da cidade de São Paulo, cujo Instituto foi viabilizado pela iniciativa das cônegas de Santo Agostinho, responsáveis pela construção do Colégio Des Oiseaux, voltado para a educação feminina. Nesse mesmo local, a ordem religiosa fundou, em 1933, o Instituto Superior de Filosofia, Ciências e Letras “Sedes Sapientiae”, a fim de possibilitar a continuidade dos estudos de suas alunas, sobretudo no que diz respeito à investigação científica e histórica;
RESOLVE:
Artigo 1º - Fica tombado como bem cultural de interesse artístico, urbanístico, paisagístico, histórico e turístico, o prédio do antigo Instituto de Filosofia, Ciências e Letras “Sedes Sapientiae”, sito à Rua Marquês de Paranaguá, 111, Consolação, Capital.
Artigo 2º - No interior do referido imóvel, as edificações protegidas pelo dispositivo de tombamento são aquelas que constituem o núcleo original da sua ocupação, projetado por Rino Levi. Ou seja, bloco do auditório (1), bloco do antigo pensionato (2), bloco destinado ao ensino (3) e pátio interno (4), identificadas, numericamente, na planta cadastral GEGRAN em anexo.
Artigo 3º - Os imóveis situados no entorno do bem tombado ficam isentos de restrições. Assim, nos termos do Decreto nº. 48.137/2003, eventuais obras ou reformas nesses imóveis independem de qualquer aprovação ou licença do CONDEPHAAT.
Artigo 4º - Fica o Conselho de Defesa do Patrimônio Histórico, Arqueológico, Artístico e Turístico do Estado autorizado a inscrever no Livro do Tombo Histórico e das Artes, o bem em referência, para os devidos e legais efeitos.
Artigo 5º - Esta resolução entrará em vigor na data de sua publicação.”
Além do Instituto Sedes Sapientiae outras obras de Rino Levi foram tombadas pelo Condephaat, o que significa que qualquer modificação na fachada e nos elementos internos das construções precisam passar por aprovação do Condephaat. São estas as obras: Cine Ipiranga, Hotel Excelsior, Edifício Garagem América, sede do antigo Banco Sul Americano do Brasil, residência Castor Delgado Perez, residência Olívio Gomes (São José dos Campos), Paço Municipal (Santo André).

## Galeria de fotos

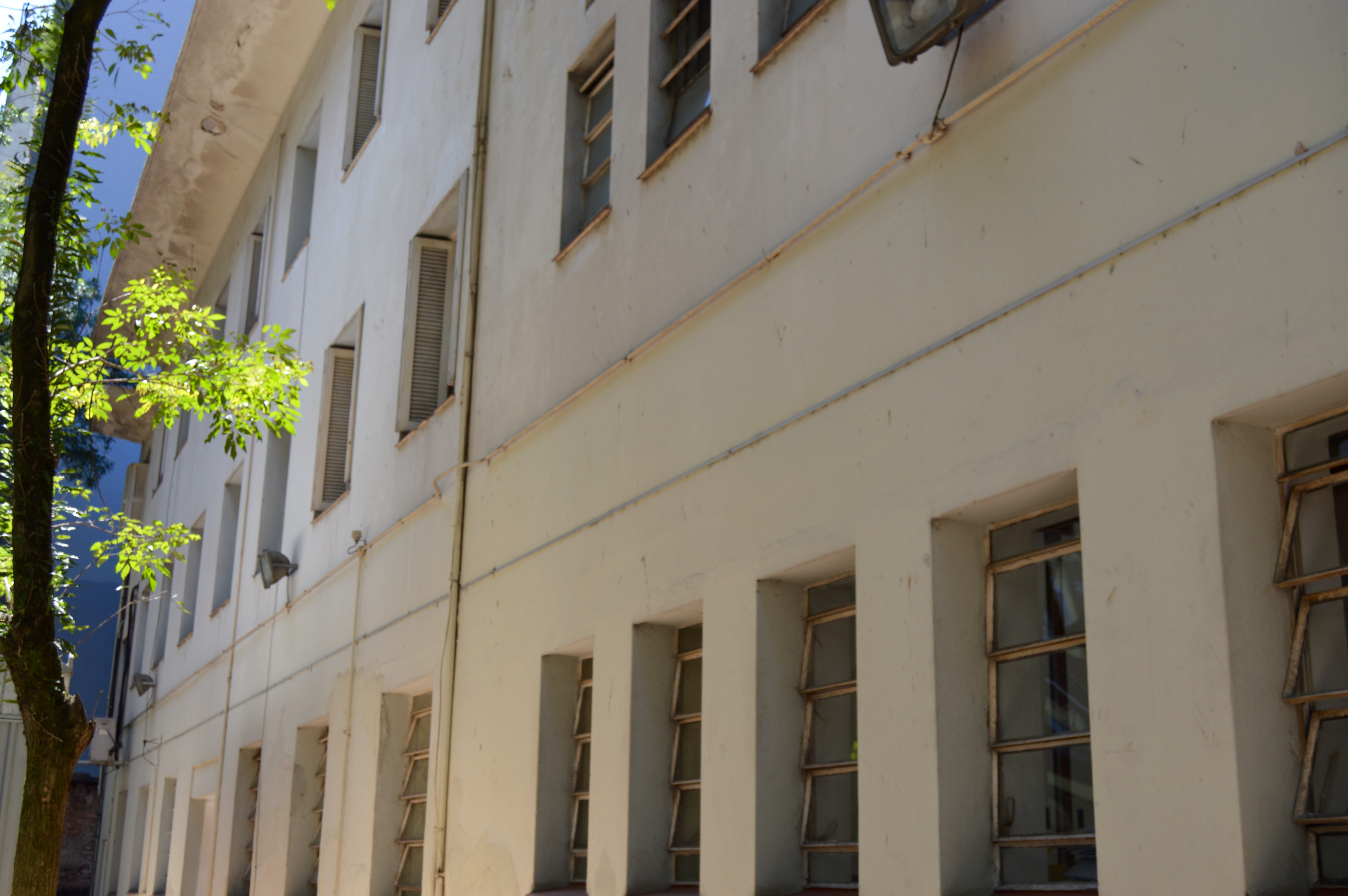
Fachada do primeiro prédio
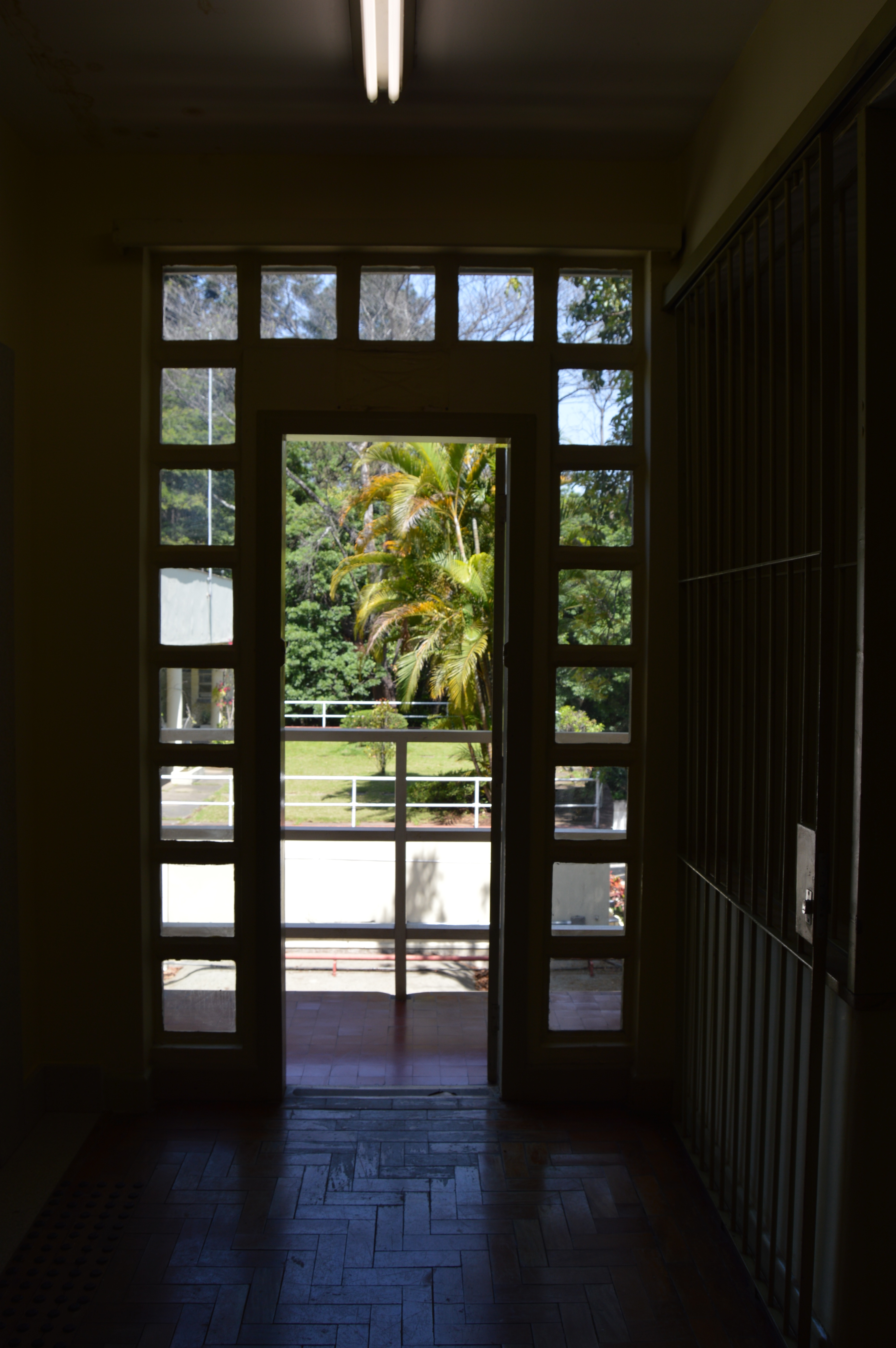
Vista da sacada do primeiro prédio para o "jardim-teto"
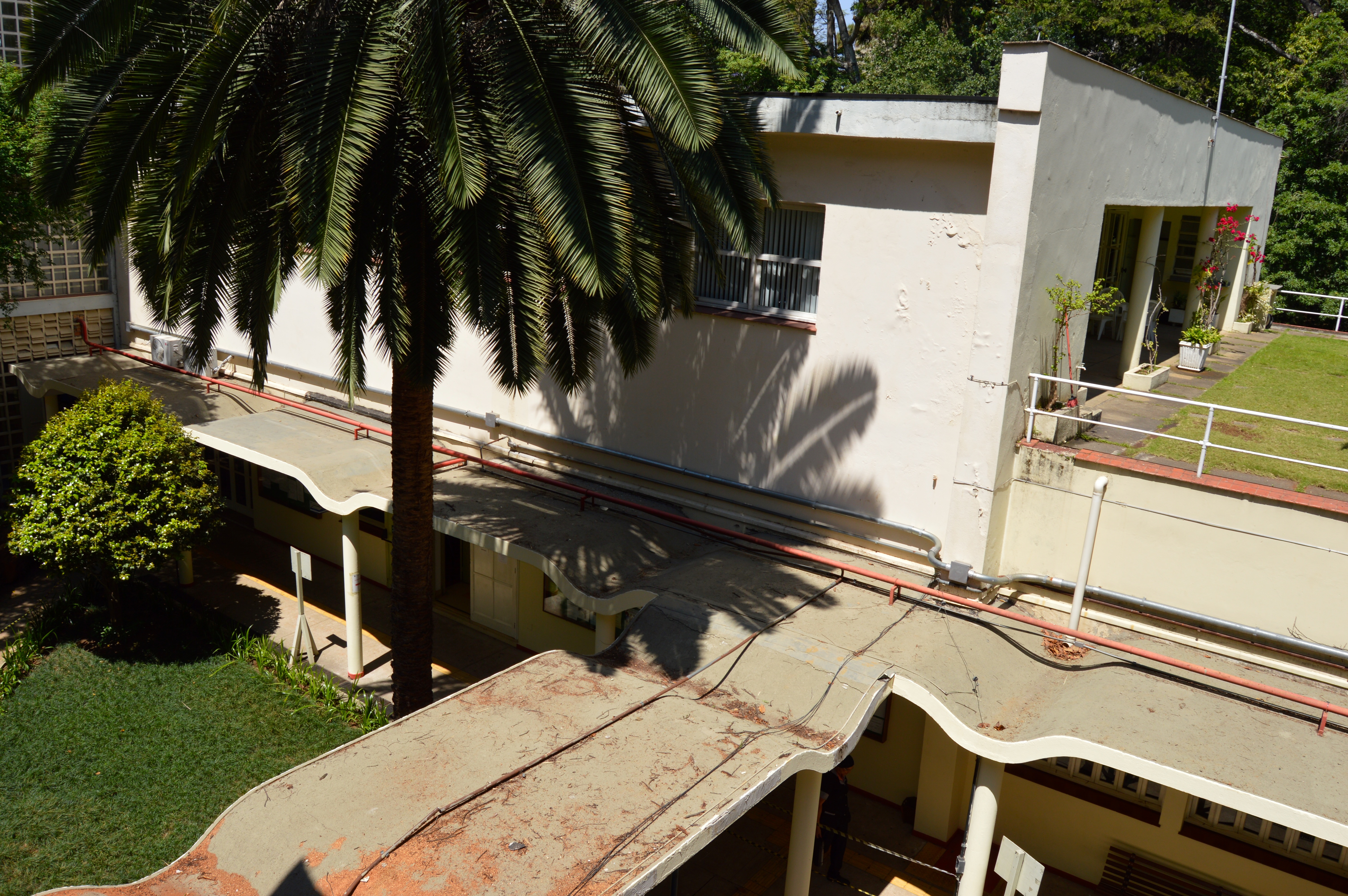
Vista da sacada do primeiro prédio para o "jardim-teto" e as marquises ondulares
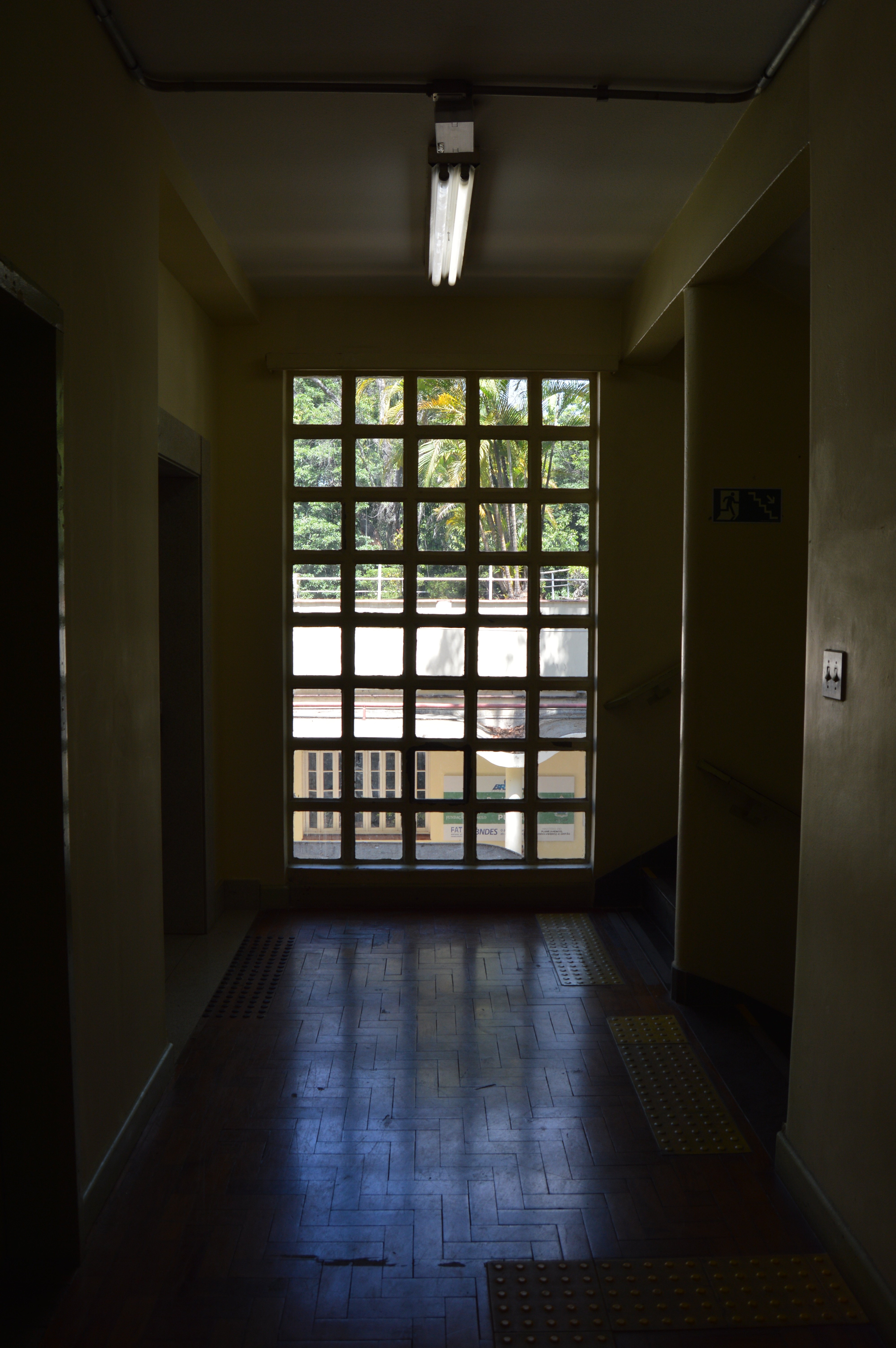
Janelas em grelha
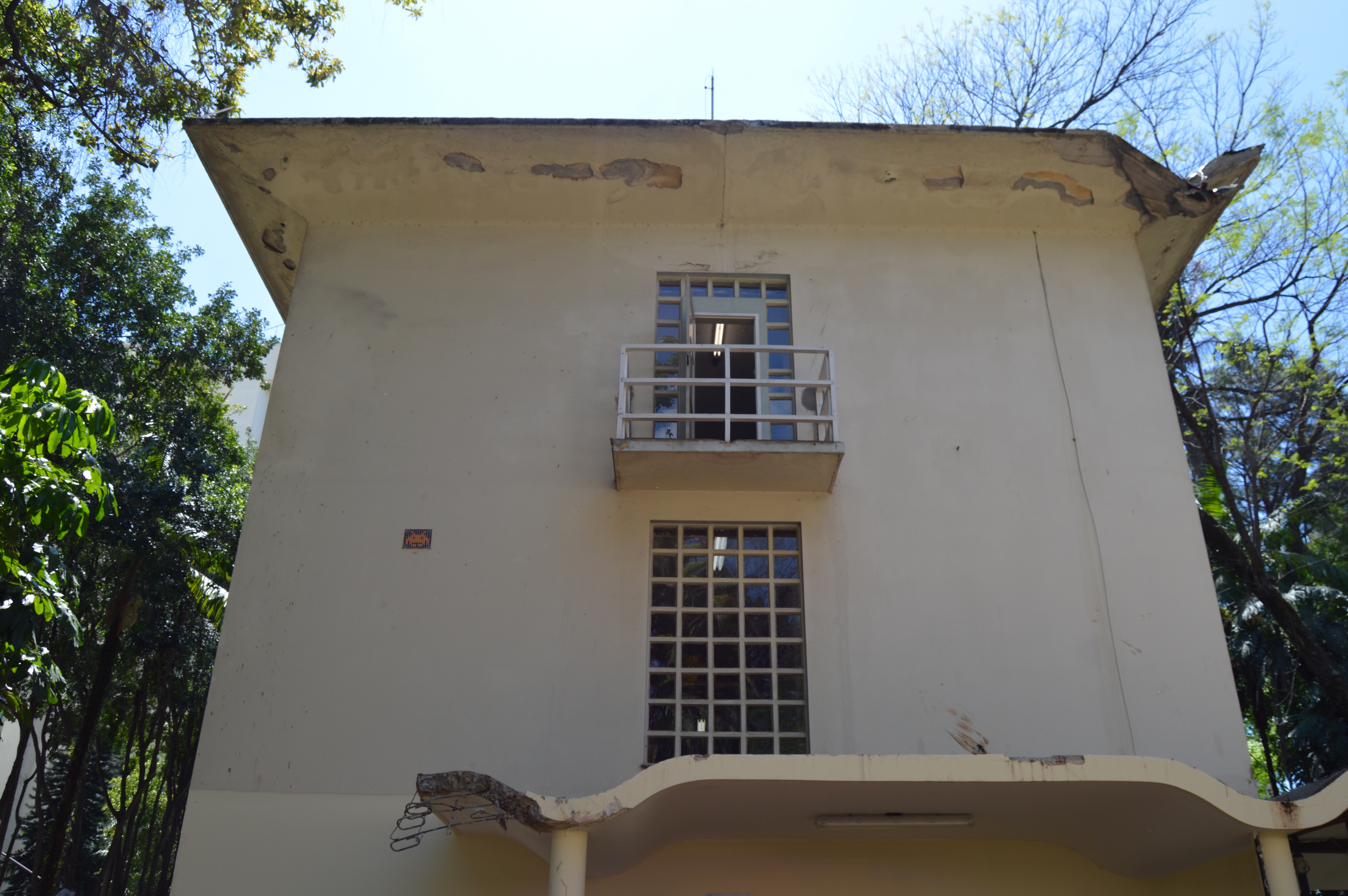
Vista da marquise para o primeiro prédio
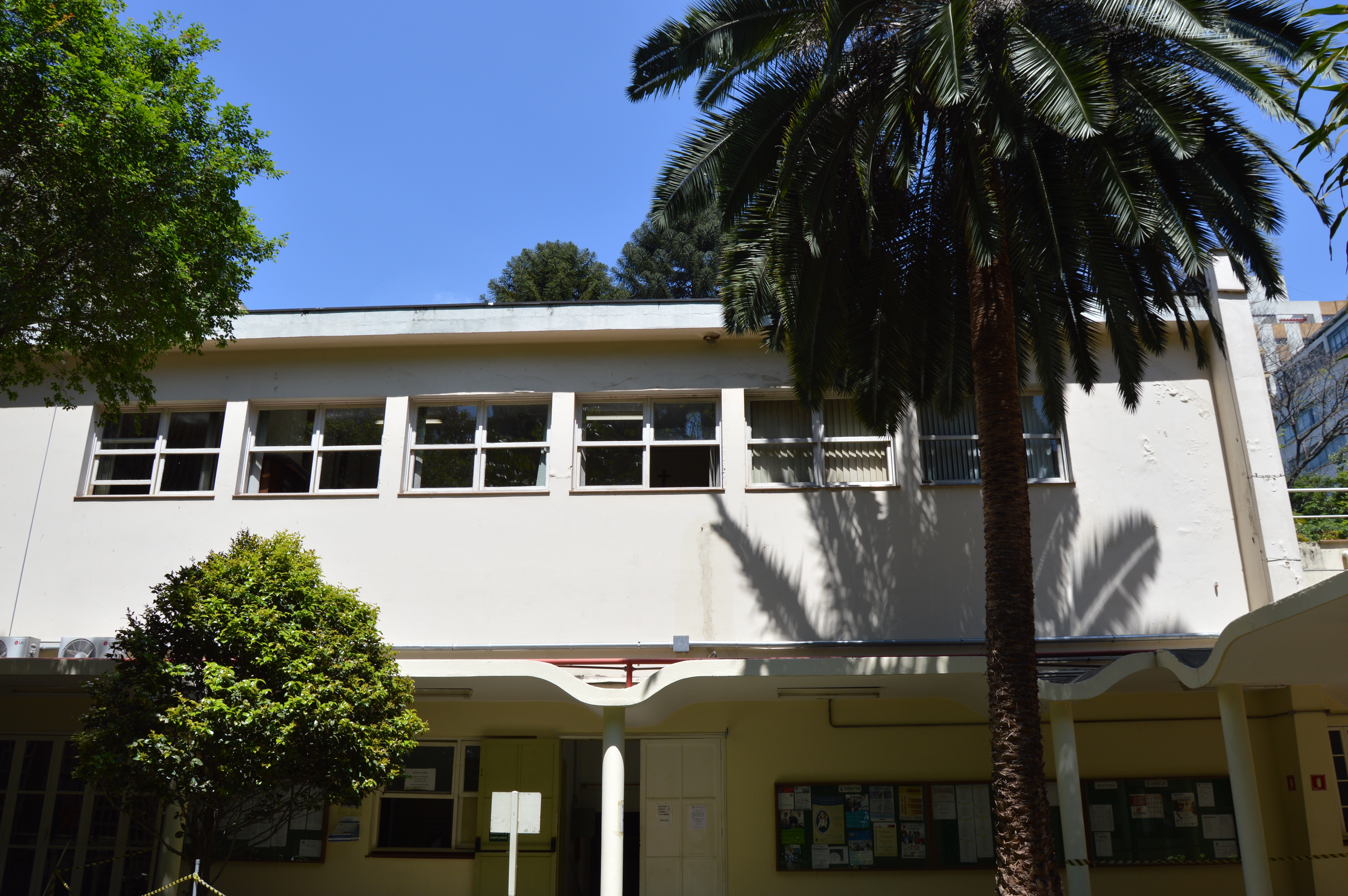
Vista da marquise para o segundo prédio
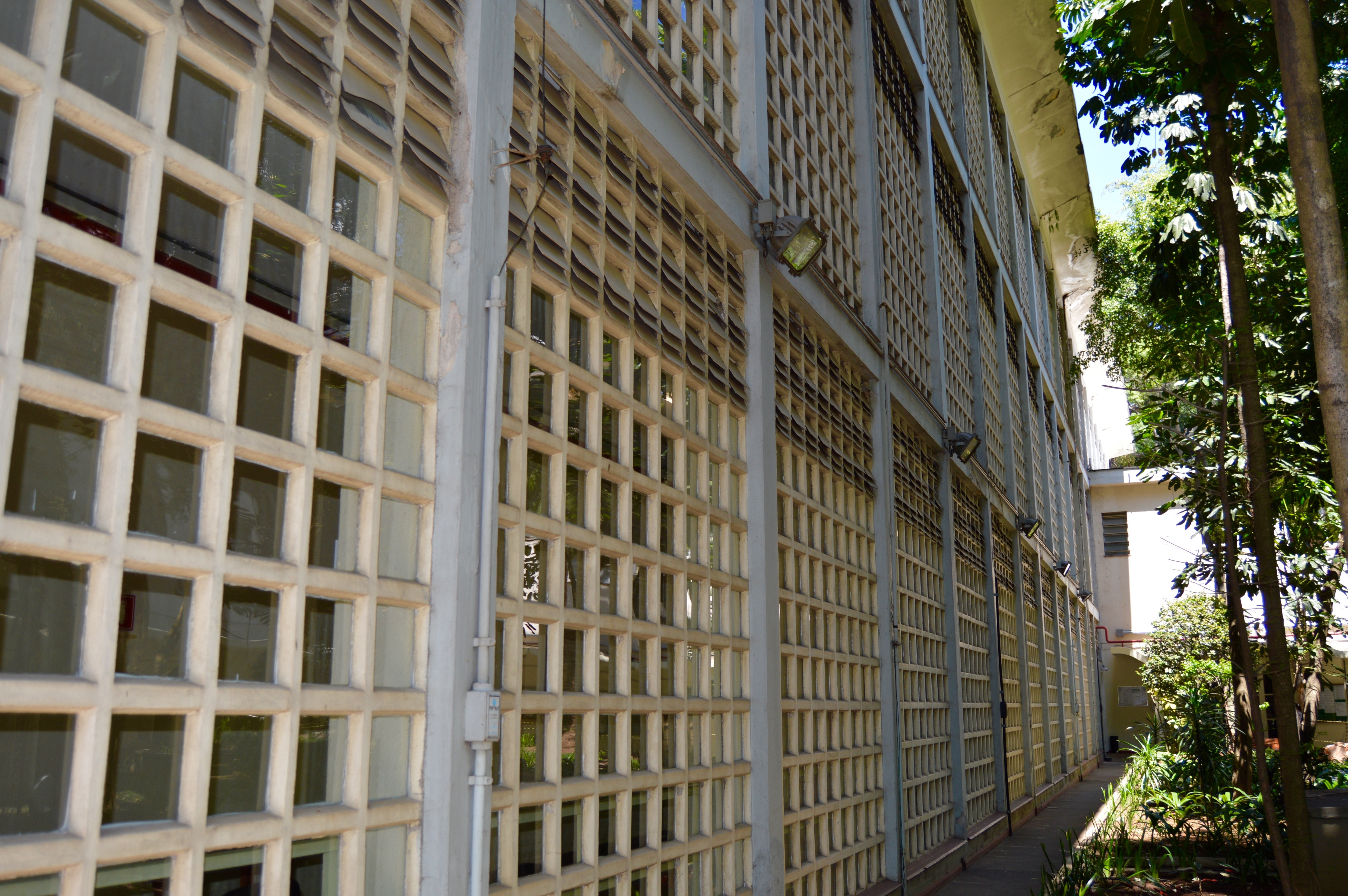
Grelhas do segundo prédio
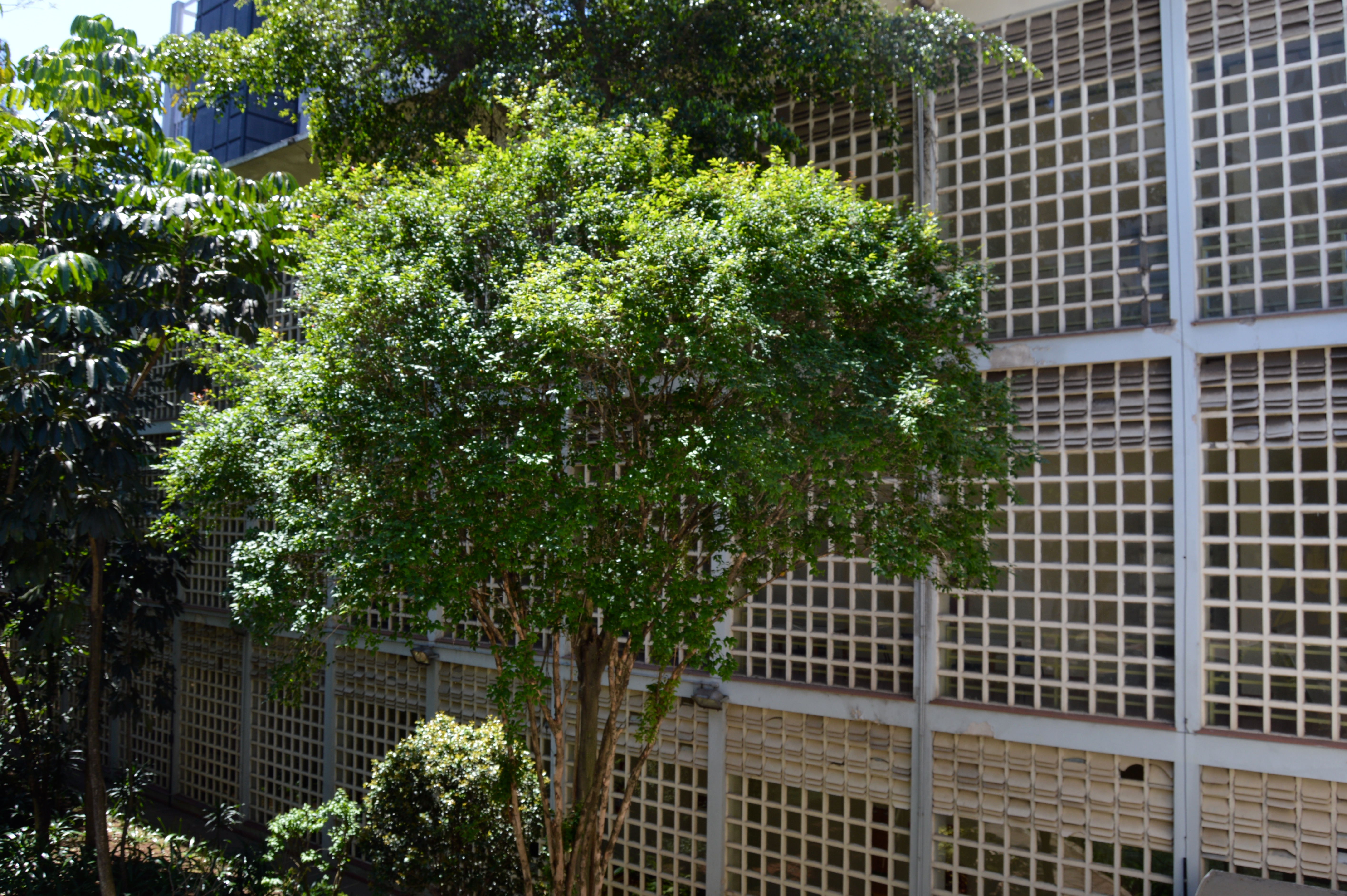
Grelhas do segundo prédio e jardim do pátio interno